# 大衆文化における近親相姦
大衆文化における近親相姦（たいしゅうぶんかにおけるきんしんそうかん）では、大衆文化において扱われる近親相姦について述べる。音楽、漫画やアニメ作品、コンピュータゲームなどといった大衆文化（ポップカルチャー）の分野においては、近親相姦のテーマが様々な形で扱われる。
- 文学作品については、文学における近親相姦を参照。
- 映画・テレビドラマについては、映画とテレビ番組における近親相姦を参照。

## 研究・評論
近親相姦は戦後のカストリ雑誌でも描かれており、戦争直後に流行した軍隊批判を軸として姉弟の近親相姦を描いた作品などがある。また近親相姦は日本の官能小説では普及した題材である。永田守弘による著書である『日本の官能小説』という新書が朝日新聞出版より2015年に出版され、1991年デビューの牧村僚が母と息子の関係を描いた歴史的な官能小説家として引き合いに出されているが、このような母性を扱った作品が描かれた背景には母と息子の関係の濃密化という実際の社会の変化があると永田守弘は指摘している。
少女漫画においても近親相姦は取り上げられやすいテーマであり、1972年（昭和47年）に母子相姦を扱った水野英子『ママに青い花を』などの作品が見出される。石子順造は戦前の宝塚歌劇から引き継いで「男装の麗人」のイメージを純粋培養している少女漫画に母子相姦が描かれたのは象徴的だと述べ、男性でありながら男性でない兄を原イメージとした男装の麗人に恋人を仮託すれば、予感される母である自分にとってもう一つの決定的な愛は息子への愛情であるので、男装の麗人と母子相姦は日本の思春期の少女にとって深く切実な愛のイメージの二相であると指摘している。中条省平は現在BLと呼ばれるジャンルの一番の源流として、父と息子の近親相姦を扱った竹宮惠子の『風と木の詩』を挙げる。
藤本由香里はレディースコミックにおいては近親相姦も武器となり得るとした上で、母子相姦ではなく娘が父親を誘惑する父子相姦に着目する。娘に誘惑され、それに応じた父親が破滅させられるというレディースコミックに見られる題材は、「近親相姦」が「父権制」への反逆として姿を現した例であるという。また藤本は、少女漫画における近親相姦というテーマの関心の高さについて、「自分の生まれる前まで遡って自分のルーツを肌で実感したい」という欲求に根差しているのではないかとした。幾原邦彦はフィクションの世界で兄妹の関係にセクシュアリティが表現されることが多い理由は「血縁の関係は永遠だ」というイリュージョンがあるからだと分析し、そのことを「永遠の恋人の夢」と表現した。高橋裕子は、少女漫画の近親相姦的兄妹愛は、他者に投影された自己への愛、他から孤立した同族間の愛として理解し得ると分析している。
宇野常寛は、アムロ・レイとシャア・アズナブルが母への拘りを口にしながら死ぬ『機動戦士ガンダム 逆襲のシャア』において富野由悠季が表現した思想を「母性のディストピア」と呼んだ。宇野常寛の言う「母性のディストピア」とは、妻を母と同一視する母子相姦的構造のことを指す。この『逆襲のシャア』へのアンサーとして製作されたのが庵野秀明の『新世紀エヴァンゲリオン』なのであるが、宇野常寛は綾波レイと碇ユイが同一視される『新世紀エヴァンゲリオン』は母子相姦的モチーフは取り入れてはいるが、『逆襲のシャア』にあった母性の毒々しさはなくなってしまっていると指摘した。宮台真司は『シン・ゴジラ』についての評論で、庵野秀明の作品によく見られるのはオイディプス構造だと指摘した。宇野常寛は宮台真司のこの分析を吉本隆明流に読み替えると、政治と文学の再接続のためには夫婦/親子的な対幻想からの脱出が必要とされているのだと主張した。その点、宇野常寛は「日常系」と呼ばれる萌え四コマ漫画において夫婦/親子的な対幻想が排除され、同性同士の友情に基づく対幻想が強調されている点を評価する。宇野常寛はこの「日常系」の例として『らき☆すた』や『けいおん!』といった京都アニメーションが関係した作品を挙げる。ただ、宇野常寛はこの「日常系」の流れから生まれた山田尚子が監督を務めた『聲の形』については、結局は「母性のディストピア」の構造に緩く絡めとられてしまった作品だとしており、このように無自覚に「母性のディストピア」の構造を反復じているという点では、同じ2016年公開の新海誠が監督を務めた『君の名は。』も同様であると指摘した。
本田透は、空想上の妹が萌えの対象となるという概念が流行したことがあり、漫画作品では吉田基已の『恋風』のように兄と妹が恋愛をすることについてより現実社会に近づけて描く作品も出現したが、結局この概念が衰退してしまったのはインセスト・タブーのある現実に影響を及ぼすような概念ではなかったからではないかと推測している。
日垣隆によれば、萌えが話題になっていたころ、子供がいない今は軽い気持ちで扱っているが、将来父親になったときどうすればいいのかと危惧する声が業界関係者から上がっていたという。山脇由貴子は、姉妹に実際に恋愛感情を抱いている人もいるが、この現象は兄弟姉妹間の恋愛を扱った漫画や映画が流行したことが背景にあると主張する。
成人向け漫画でも近親相姦は扱われるが、2006年にイースト・プレスより単行本が出版され、2014年に筑摩書房より文庫が出版された、永山薫の著書『エロマンガ・スタディーズ 「快楽装置」としての漫画入門』（文庫版の書名は『増補 エロマンガ・スタディーズ 「快楽装置」としての漫画入門』）では「妹系と近親相姦」という見出しで一章を割いて話題にしている。永山薫は、21世紀初頭の段階ではエロマンガ全体を見ても妹を扱った作品が最も一般的といっていい状態で、母親を扱った作品は目立って多いというほどではなくリアルに描かれることも少ないと書く一方で、文庫版の注ではエロ劇画に類する今の作品では母親をリアルに描くことは一般的としている。兄妹の近親相姦の作品を多数著す成人向け漫画家の三上ミカは、自身が弟に対してブラザーコンプレックスであることが兄と妹という関係性に惹かれる理由の一つになっていると述べている。また、兄妹ゆえに愛情の種類も他のカップルより複雑なはずなので、それを火種にできたら良いと思うとしている。
熟女を扱ったアダルトビデオにおいては、継母と継息子の性的関係を題材にしたものも少なからずあるが、酒井順子は『源氏物語』においては光源氏とその継母あるいはそれに相当する関係の女性である藤壺の性的関係が描かれることと比較して、人間の感性というものは千年が経過しても変わらないものだと評している。藤木TDCは、かつては実の母親と息子の性関係を描きたくても、日本ビデオ倫理協会の都合でそのような表現ができなかったため、致し方なく実母という設定を継母に変えていた場合があったとしている。

## 関連書籍
- 『インセスト幻想人類―最後のタブー』（原田武、2001年）ISBN 978-4409240656